# جون أنتوني تايسون
جون أنتوني تايسون (بالإنجليزية: Anthony Tyson)‏ (الملقب ج. أنتوني تايسون أو توني تايسون) (ولد في 5 أبريل 1940، لوس أنجلوس) عالم فيزياء وفلكي أمريكي.

## السيرة الذاتية

### التعليم
التحق تايسون بجامعة ستانفورد حيث حصل على درجة البكالوريوس في عام 1962، بينما حصل على درجة الدكتوراه من جامعة ويسكونسن-ماديسون في عام 1967 قبل أن ينتقل إلى جامعة شيكاغو ليعمل بها في الفترة ما بين 1967 إلى 1967.

### الحياة العملية
التحق بطاقم العمل الفني لمختبرات بل من عام 1969 إلى عام 1985. في عام 1985، أصبح عضوًا متميزًا في الطاقم الفني (منصب لعلماء ومهندسين من ذوي الخبرة في الشركات الأمريكية الكبرى) في مختبرات بل حتى عام 2004.
عمل أستاذا في جامعة كاليفورنيا، دافيس منذ عام 2004. كما كان كبير العلماء في تليسكوب المسح السينوبتيكي الكبير.
اهتماماته البحثية هي علم الكونيات، المادة المظلمة، الطاقة المظلمة، علم الفلك البصري للرصد، فيزياء الجاذبية التجريبية والأدوات الجديدة.

## الأوسمة والجوائز
حصل تايسون على العديد من الجوائز مثل:
- عام 1984: زميل منتخب، الجمعية الفيزيائية الأمريكية.
- عام 1985: جائزة IR 100، للبحوث الصناعية.
- عام 1996: جائزة ارونسون التذكارية.
- عام 1997: زميل منتخب، الأكاديمية الأمريكية للفنون والعلوم.
- عام 1997: انتخب عضوا في الأكاديمية الوطنية للعلوم.[3]
- عام 1998: محاضر، مختبر كافنديش جامعة كامبردج.
- عام 1998: درجة الدكتوراه الفخرية من جامعة شيكاغو.
- عام 1999: المتحدث الرسمي لجمعية APS.
- عام 2000: انتخب عضوا في الجمعية الأمريكية للفلسفة.

## وصلات خارجية
- تايسون، تلسكوب المسح السينوبتيكي الكبير
- شهادة ج. أنتوني تايسون، الاستماع إلى الأجسام القريبة من الأرض: حالة برنامج المسح ومراجعة تقرير ناسا لعام 2007 إلى الكونغرس نسخة محفوظة 2 فبراير 2013 at Archive.is
- صفحة الويب الفلكية
- العروض الأخيرة